# Georg Bocskai
Georg Bocskai (* 24. Januar 1959 in Wien) ist ein aus Ungarn stammender ehemaliger Jockey. Seine größten Erfolge feierte er in Deutschland, wo er vier Mal das Championat der Berufsrennreiter gewann.

## Jugend
Georg Bocskais Eltern flüchteten während des Aufstands in Ungarn im Jahre 1956 nach Österreich. Sein Vater Paul war ein Leichtgewichtsjockey. 1966 siedelte sich die Familie in Iffezheim an. Georg Bocskai ging 1974 für seine Ausbildung als Rennreiter zu Bruno Schütz nach Köln-Weidenpesch, wo damals Peter Alafi Stalljockey war. Er war sehr erfolgreich und wurde erstmals 1978 mit 110 Siegen deutscher Champion.

## Laufbahn
Einen seiner größten Erfolge feierte er beim Sieg im Deutschen Derby mit Lagunas. Er gewann in seiner aktiven Zeit zwischen 1975 und 2011 fast 1800 Rennen. darunter die Jockey-Championate 1978, 1984, 1985, und 1989.
Er arbeitet zusammen mit seiner Ehefrau Carmen Bocskai im Rennstall in Baden-Baden.